# قهوه‌ای‌بالان راستین
 قهوه‌ای‌بالان راستین (نام علمی: Elymniini) نام یک تبار از زیرخانواده قهوه‌ای‌بالان است.